# 斯氏鰋
斯氏鰋，為輻鰭魚綱鯰形目鮡科的其中一種，為熱帶淡水魚類，分布於亞洲緬甸淡水流域，體長可達5.6公分，棲息在底中層水域，生活習性不明。